# Eulampis
Az Eulampis a madarak osztályának sarlósfecske-alakúak (Apodiformes) rendjébe és a kolibrifélék (Trochilidae) családjába tartozó nem. Egyes szervezetek az Anthracothorax nembe sorolják ezt a két fajt is. 

## Rendszerezésük
A nemet Friedrich Boie német ornitológus írta le 1831-ben, jelenleg az alábbi két faj tartozik ide:
- bíbortorkú kolibri (Eulampis jugularis vagy Anthracothorax jugularis)
- zöldtorkú kolibri (Eulampis holosericeus vagy Anthracothorax holosericeus)

## Elterjedésük
A Karib-térség szigetein honosak.

## Megjelenésük
Testhosszuk 11-13 centiméter közötti.